# Landsortsmöten
Landsortsmöten var benämning på de sammankonster av allmogen eller ständerna, som under 1500-talet ofta sammakallades av kungen eller hans ämbetsmän för överläggningar av skilda slag.
Några bestämda former iakttogs inte. Ibland kunder landsortsmötena vara identiska med ett landsting, ilband hölls de häradsvis eller i samband med en marknad. Landsortsmötena stod under ledning av fogdar, riksråd, lagmän, biskopar eller landshövdingar. Ofta avhandlades skatteärenden. Mot slutet av 1500-talet framkom förslag, att sådana frågor, som skulle behandlas på allmän riksdag, först skulle dryftas på landsortsmöten. Förslaget realiserades några gången, men fullföljdes aldrig. Vanligare blev att landsmötena sammanträdde för att bekräfta riksdagens beslut, något som förekom ännu på 1600-talet. I 1660 års tillägg till regeringsformen förbjöds hållandet av landsting. Trots det anordnade Karl XI sådana i samband med rustningarna under skånska kriget, sista gången 1679.